# مزرعه حیوانات (فیلم ۱۹۵۴)
مزرعه حیوانات (قلعه حیوانات) (Animal farm) یک فیلم انیمیشن بریتانیایی و محصول سال ۱۹۵۴ میلادی است که توسط استودیو هالاس و وبچلر ساخته شده است . داستان این انیمیشن اقتباسی از کتاب مزرعه حیوانات نوشته جورج اورول است.

## موضوع فیلم
شبی در یک مزرعه، خوکی به نام میجر پیر، حیوانات را جمع کرده و از ظلمی که انسان بر حیوانات روا داشته برای آنان سخن می‌گوید و حیوانات را به شورش علیه انسان دعوت می‌کند.